# Mediouna (Algeria)
Mediouna è un comune dell'Algeria, situato nella provincia di Relizane.